# Agrias primiliva
Agrias primiliva är en fjärilsart som beskrevs av Michener. Agrias primiliva ingår i släktet Agrias och familjen praktfjärilar. Inga underarter finns listade i Catalogue of Life.